# Atomsko sklonište
Az Atomsko sklonište egy horvát rockzenekar, mely 1977-ben alakult. Angol nevük Atomic Shelter. 1992-ben oszlottak fel.

## Tagok

### Eredeti felállás
- Sergio (Serđo) Blažić "Đoser" - szólóének
- Bruno Langer - basszusgitár, vokál
- Dragan Gužvan - gitár
- Eduard Kancelar - billentyűsök, vokál
- Saša Dadić - dob
- Rudolf Grum - vokál
- Boško B. Obradović - vokál

### Jelenlegi tagok
- Bruno Langer - vokál, gitár
- Ranko Svorcan - billentyűsök
- Nikola Duraković "Nikica" - dob

### Korábbi tagok
- Zdravko Širola - dob
- Paul Bilandžić - billentyűsök, vokál

## Lemezeik

### Stúdióalbumok
- "Ne Cvikaj Generacijo" (1977)
- "Infarkt" (1978)
- "U Vremenu Horoskopa" (1980)
- "Extrauterina" (1981)
- "Mentalna Higijena" (1982)
- "Zabranjeno Snivanje" (1984)
- "Criminal Tango" (1990)
- "Terra Mistica" (1995)

### Koncertalbumok
- "Atomska Trilogija" (1980)
- "Jednom u Životu" (1985)

### Angol nyelvű lemezek
- "Space Generation" (1983)
- "This Spaceship" (1987)
- "East Europe Man" (1993)

### Válogatások
- 1976 - 1986
- '76 - '86 Kolekcija hitova Vol.2

### Kislemezek
- "Pomorac Sam Majko / Pakleni Vozači" (1979)
- "Bez Kaputa / Tko Će Tad Na Zgarištu Reći" (1980)
- "Generacija Sretnika / Gazi Opet Čizma" (1980)